# Grand Prix Francji 2021
Grand Prix Francji, oficjalnie Formula 1 Emirates Grand Prix de France 2021 – siódma runda Mistrzostw Świata Formuły 1 w sezonie 2021. Grand Prix odbyło się w dniach 18–20 czerwca 2021 na torze Circuit Paul Ricard w Le Castellet. Wyścig wygrał po starcie z pole position Max Verstappen (Red Bull), a na podium kolejno stanęli Lewis Hamilton (Mercedes) oraz Sergio Pérez (Red Bull).

## Lista startowa
Na niebieskim tle kierowcy biorący udział jedynie w piątkowych treningach.
| Nr          | Kierowca           | Zespół                                  | Samochód                          | Silnik                      | Opony |
| ----------- | ------------------ | --------------------------------------- | --------------------------------- | --------------------------- | ----- |
| 3           | Daniel Ricciardo   | McLaren F1 Team                         | McLaren MCL35M                    | Mercedes-AMG F1 M12 1,6 V6T | P     |
| 4           | Lando Norris       | McLaren F1 Team                         | McLaren MCL35M                    | Mercedes-AMG F1 M12 1,6 V6T | P     |
| 5           | Sebastian Vettel   | Aston Martin Cognizant Formula One Team | Aston Martin AMR21                | Mercedes-AMG F1 M12 1,6 V6T | P     |
| 6           | Nicholas Latifi    | Williams Racing                         | Williams FW43B                    | Mercedes-AMG F1 M12 1,6 V6T | P     |
| 7           | Kimi Räikkönen     | Alfa Romeo Racing ORLEN                 | Alfa Romeo C41                    | Ferrari 065/6 1,6 V6T       | P     |
| 9           | Nikita Mazepin     | Uralkali Haas F1 Team                   | Haas VF-21                        | Ferrari 065/6 1,6 V6T       | P     |
| 10          | Pierre Gasly       | Scuderia AlphaTauri Honda               | AlphaTauri AT02                   | Honda RA621H 1,6 V6T        | P     |
| 11          | Sergio Pérez       | Red Bull Racing Honda                   | Red Bull RB16B                    | Honda RA621H 1,6 V6T        | P     |
| 14          | Fernando Alonso    | Alpine F1 Team                          | Alpine A521                       | Renault E-Tech 20B 1,6 V6T  | P     |
| 16          | Charles Leclerc    | Scuderia Ferrari Mission Winnow         | Ferrari SF21                      | Ferrari 065/6 1,6 V6T       | P     |
| 18          | Lance Stroll       | Aston Martin Cognizant Formula One Team | Aston Martin AMR21                | Mercedes-AMG F1 M12 1,6 V6T | P     |
| 22          | Yūki Tsunoda       | Scuderia AlphaTauri Honda               | AlphaTauri AT02                   | Honda RA621H 1,6 V6T        | P     |
| 31          | Esteban Ocon       | Alpine F1 Team                          | Alpine A521                       | Renault E-Tech 20B 1,6 V6T  | P     |
| 33          | Max Verstappen     | Red Bull Racing Honda                   | Red Bull RB16B                    | Honda RA621H 1,6 V6T        | P     |
| 44          | Lewis Hamilton     | Mercedes-AMG Petronas Formula One Team  | Mercedes-AMG F1 W12 E Performance | Mercedes-AMG F1 M12 1,6 V6T | P     |
| 45          | Roy Nissany        | Williams Racing                         | Williams FW43B                    | Mercedes-AMG F1 M12 1,6 V6T | P     |
| 47          | Mick Schumacher    | Uralkali Haas F1 Team                   | Haas VF-21                        | Ferrari 065/6 1,6 V6T       | P     |
| 55          | Carlos Sainz Jr.   | Scuderia Ferrari Mission Winnow         | Ferrari SF21                      | Ferrari 065/6 1,6 V6T       | P     |
| 63          | George Russell     | Williams Racing                         | Williams FW43B                    | Mercedes-AMG F1 M12 1,6 V6T | P     |
| 77          | Valtteri Bottas    | Mercedes-AMG Petronas Formula One Team  | Mercedes-AMG F1 W12 E Performance | Mercedes-AMG F1 M12 1,6 V6T | P     |
| 99          | Antonio Giovinazzi | Alfa Romeo Racing ORLEN                 | Alfa Romeo C41                    | Ferrari 065/6 1,6 V6T       | P     |
| Źródło: FIA |                    |                                         |                                   |                             |       |

## Wyniki

### Zwycięzcy sesji treningowych
| Sesja       | Nr | Kierowca        | Konstruktor | Czas     | Okr. |
| ----------- | -- | --------------- | ----------- | -------- | ---- |
| 1           | 77 | Valtteri Bottas | Mercedes    | 1:33,448 | 24   |
| 2           | 33 | Max Verstappen  | Red Bull    | 1:32,872 | 21   |
| 3           | 33 | Max Verstappen  | Red Bull    | 1:31,300 | 11   |
| Źródło: FIA |    |                 |             |          |      |

### Kwalifikacje
| P                    | Nr | Kierowca           | Konstruktor           | Czasy w kwalifikacjach | Czasy w kwalifikacjach | Czasy w kwalifikacjach | Poz. s. |
| P                    | Nr | Kierowca           | Konstruktor           | Q1                     | Q2                     | Q3                     | Poz. s. |
| -------------------- | -- | ------------------ | --------------------- | ---------------------- | ---------------------- | ---------------------- | ------- |
| 1                    | 33 | Max Verstappen     | Red Bull Racing-Honda | 1:31,001               | 1:31,080               | 1:29,990               | 1       |
| 2                    | 44 | Lewis Hamilton     | Mercedes              | 1:31,237               | 1:30,788               | 1:30,248               | 2       |
| 3                    | 77 | Valtteri Bottas    | Mercedes              | 1:31,669               | 1:30,735               | 1:30,376               | 3       |
| 4                    | 11 | Sergio Pérez       | Red Bull Racing-Honda | 1:31,560               | 1:30,971               | 1:30,445               | 4       |
| 5                    | 55 | Carlos Sainz Jr.   | Ferrari               | 1:32,079               | 1:31,146               | 1:30,840               | 5       |
| 6                    | 10 | Pierre Gasly       | AlphaTauri-Honda      | 1:31,898               | 1:31,353               | 1:30,868               | 6       |
| 7                    | 16 | Charles Leclerc    | Ferrari               | 1:32,209               | 1:31,567               | 1:30,987               | 7       |
| 8                    | 4  | Lando Norris       | McLaren-Mercedes      | 1:31,733               | 1:31,542               | 1:31,252               | 8       |
| 9                    | 14 | Fernando Alonso    | Alpine-Renault        | 1:32,158               | 1:31,549               | 1:31,340               | 9       |
| 10                   | 3  | Daniel Ricciardo   | McLaren-Mercedes      | 1:32,181               | 1:31,615               | 1:31,382               | 10      |
| 11                   | 31 | Esteban Ocon       | Alpine-Renault        | 1:32,139               | 1:31,736               |                        | 11      |
| 12                   | 5  | Sebastian Vettel   | Aston Martin-Mercedes | 1:32,132               | 1:31,767               |                        | 12      |
| 13                   | 99 | Antonio Giovinazzi | Alfa Romeo-Ferrari    | 1:32,722               | 1:31,813               |                        | 13      |
| 14                   | 63 | George Russell     | Williams-Mercedes     | 1:33,060               | 1:32,065               |                        | 14      |
| 15                   | 47 | Mick Schumacher    | Haas-Ferrari          | 1:32,942               | —                      |                        | 15      |
| 16                   | 6  | Nicholas Latifi    | Williams-Mercedes     | 1:33,062               |                        |                        | 16      |
| 17                   | 7  | Kimi Räikkönen     | Alfa Romeo-Ferrari    | 1:33,354               |                        |                        | 17      |
| 18                   | 9  | Nikita Mazepin     | Haas-Ferrari          | 1:33,554               |                        |                        | 18      |
| 107% czasu: 1:37,371 |    |                    |                       |                        |                        |                        |         |
| NS                   | 18 | Lance Stroll       | Aston Martin-Mercedes | 2:12,584               |                        |                        | 19      |
| NS                   | 22 | Yūki Tsunoda       | AlphaTauri-Honda      | —                      |                        |                        | PL      |
| Źródło: FIA          |    |                    |                       |                        |                        |                        |         |

Uwagi
1. ↑  Lance Stroll nie spełnił reguły 107% czasu, ale został dopuszczony przez stewardów do wyścigu[6].
2. ↑  Yūki Tsunoda nie ustanowił czasu podczas kwalifikacji, ale został dopuszczony przez stewardów do wyścigu[7]. On także otrzymał karę cofnięcia o 5 pozycji za nieplanowaną wymianę skrzyni biegów[8], oraz został zmuszony do startu z alei serwisowej za złamanie zasad parku zamkniętego[9].

### Wyścig
| P           | Nr | Kierowca           | Konstruktor           | Okr. | Czas         | Start | +/–       | Punkty |
| ----------- | -- | ------------------ | --------------------- | ---- | ------------ | ----- | --------- | ------ |
| 1           | 33 | Max Verstappen     | Red Bull Racing-Honda | 53   | 1:27:25,770  | 1     | Bez zmian | 25+1   |
| 2           | 44 | Lewis Hamilton     | Mercedes              | 53   | +2,904       | 2     | Bez zmian | 18     |
| 3           | 11 | Sergio Pérez       | Red Bull Racing-Honda | 53   | +8,811       | 4     | 1         | 15     |
| 4           | 77 | Valtteri Bottas    | Mercedes              | 53   | +14,618      | 3     | 1         | 12     |
| 5           | 4  | Lando Norris       | McLaren-Mercedes      | 53   | +1:04,032    | 8     | 3         | 10     |
| 6           | 3  | Daniel Ricciardo   | McLaren-Mercedes      | 53   | +1:15,857    | 10    | 4         | 8      |
| 7           | 10 | Pierre Gasly       | AlphaTauri-Honda      | 53   | +1:16,596    | 6     | 1         | 6      |
| 8           | 14 | Fernando Alonso    | Alpine-Renault        | 53   | +1:17,695    | 9     | 1         | 4      |
| 9           | 5  | Sebastian Vettel   | Aston Martin-Mercedes | 53   | +1:19,666    | 12    | 3         | 2      |
| 10          | 18 | Lance Stroll       | Aston Martin-Mercedes | 53   | +1:31,946    | 19    | 9         | 1      |
| 11          | 55 | Carlos Sainz Jr.   | Ferrari               | 53   | +1:39,337    | 5     | 6         |        |
| 12          | 63 | George Russell     | Williams-Mercedes     | 52   | +1 okrążenie | 14    | 2         |        |
| 13          | 22 | Yūki Tsunoda       | AlphaTauri-Honda      | 52   | +1 okrążenie | PL    | 7         |        |
| 14          | 31 | Esteban Ocon       | Alpine-Renault        | 52   | +1 okrążenie | 11    | 3         |        |
| 15          | 99 | Antonio Giovinazzi | Alfa Romeo-Ferrari    | 52   | +1 okrążenie | 13    | 2         |        |
| 16          | 16 | Charles Leclerc    | Ferrari               | 52   | +1 okrążenie | 7     | 9         |        |
| 17          | 7  | Kimi Räikkönen     | Alfa Romeo-Ferrari    | 52   | +1 okrążenie | 17    | Bez zmian |        |
| 18          | 6  | Nicholas Latifi    | Williams-Mercedes     | 52   | +1 okrążenie | 16    | 2         |        |
| 19          | 47 | Mick Schumacher    | Haas-Ferrari          | 52   | +1 okrążenie | 15    | 4         |        |
| 20          | 9  | Nikita Mazepin     | Haas-Ferrari          | 52   | +1 okrążenie | 18    | 2         |        |
| Źródło: FIA |    |                    |                       |      |              |       |           |        |

Uwagi
1. ↑  Dodatkowy 1 punkt jest przyznawany kierowcy, który ustanowił najszybsze okrążenie w wyścigu, pod warunkiem, że ukończył wyścig w pierwszej 10.

### Najszybsze okrążenie
| Nr          | Kierowca       | Konstruktor | Czas     | Okr. |
| ----------- | -------------- | ----------- | -------- | ---- |
| 33          | Max Verstappen | Red Bull    | 1:36,404 | 35   |
| Źródło: FIA |                |             |          |      |

### Prowadzenie w wyścigu
| Nr                              | Kierowca       | Konstruktor | Okrążenia    | Suma |
| ------------------------------- | -------------- | ----------- | ------------ | ---- |
| 44                              | Lewis Hamilton | Mercedes    | 1–18, 32–51  | 38   |
| 11                              | Sergio Pérez   | Red Bull    | 19–23        | 5    |
| 33                              | Max Verstappen | Red Bull    | 24–31, 52–53 | 10   |
| \| Wykres \| \| ------ \| \| \| |                |             |              |      |
| Źródło: FIA                     |                |             |              |      |
| Wykres                          |                |             |              |      |
|                                 |                |             |              |      |

## Klasyfikacja po wyścigu

### Kierowcy
Źródło: FIA
| P  | +/− | Kierowca           | Starty | Punkty | P1 | P2 | P3 | PP | NO | NS |
| -- | --- | ------------------ | ------ | ------ | -- | -- | -- | -- | -- | -- |
| 1  | 0   | Max Verstappen     | 7      | 131    | 3  | 3  | –  | 2  | 3  | –  |
| 2  | 0   | Lewis Hamilton     | 7      | 119    | 3  | 2  | –  | 2  | 2  | –  |
| 3  | 0   | Sergio Pérez       | 7      | 84     | 1  | –  | 1  | –  | –  | –  |
| 4  | 0   | Lando Norris       | 7      | 76     | –  | –  | 2  | –  | –  | –  |
| 5  | +1  | Valtteri Bottas    | 7      | 59     | –  | –  | 3  | 1  | 2  | 2  |
| 6  | −1  | Charles Leclerc    | 7      | 52     | –  | –  | –  | 2  | –  | 1  |
| 7  | 0   | Carlos Sainz Jr.   | 7      | 42     | –  | 1  | –  | –  | –  | –  |
| 8  | 0   | Pierre Gasly       | 7      | 37     | –  | –  | 1  | –  | –  | –  |
| 9  | +1  | Daniel Ricciardo   | 7      | 34     | –  | –  | –  | –  | –  | –  |
| 10 | −1  | Sebastian Vettel   | 7      | 30     | –  | 1  | –  | –  | –  | –  |
| 11 | 0   | Fernando Alonso    | 7      | 17     | –  | –  | –  | –  | –  | 1  |
| 12 | 0   | Esteban Ocon       | 7      | 12     | –  | –  | –  | –  | –  | 1  |
| 13 | 0   | Lance Stroll       | 7      | 10     | –  | –  | –  | –  | –  | 1  |
| 14 | 0   | Yūki Tsunoda       | 7      | 8      | –  | –  | –  | –  | –  | 1  |
| 15 | 0   | Kimi Räikkönen     | 7      | 1      | –  | –  | –  | –  | –  | 1  |
| 16 | 0   | Antonio Giovinazzi | 7      | 1      | –  | –  | –  | –  | –  | –  |
| 17 | +1  | George Russell     | 7      | 0      | –  | –  | –  | –  | –  | 1  |
| 18 | −1  | Mick Schumacher    | 7      | 0      | –  | –  | –  | –  | –  | –  |
| 19 | 0   | Nikita Mazepin     | 7      | 0      | –  | –  | –  | –  | –  | 1  |
| 20 | 0   | Nicholas Latifi    | 7      | 0      | –  | –  | –  | –  | –  | 1  |
| P  | +/− | Kierowca           | Starty | Punkty | P1 | P2 | P3 | PP | NO | NS |

### Konstruktorzy
Źródło: FIA
| P  | +/− | Konstruktor               | Starty | Punkty | P1 | P2 | P3 | PP | NO | NS |
| -- | --- | ------------------------- | ------ | ------ | -- | -- | -- | -- | -- | -- |
| 1  | 0   | Red Bull Racing-Honda     | 14     | 215    | 4  | 3  | 1  | 2  | 3  | –  |
| 2  | 0   | Mercedes                  | 14     | 178    | 3  | 2  | 3  | 3  | 4  | 2  |
| 3  | +1  | McLaren-Mercedes          | 14     | 110    | –  | –  | 2  | –  | –  | –  |
| 4  | −1  | Ferrari                   | 14     | 94     | –  | 1  | –  | 2  | –  | 1  |
| 5  | 0   | Scuderia AlphaTauri-Honda | 14     | 45     | –  | –  | 1  | –  | –  | 1  |
| 6  | 0   | Aston Martin-Mercedes     | 14     | 40     | –  | 1  | –  | –  | –  | 1  |
| 7  | 0   | Alpine-Renault            | 14     | 29     | –  | –  | –  | –  | –  | 2  |
| 8  | 0   | Alfa Romeo Racing-Ferrari | 14     | 2      | –  | –  | –  | –  | –  | 1  |
| 9  | +1  | Williams-Mercedes         | 14     | 0      | –  | –  | –  | –  | –  | 2  |
| 10 | −1  | Haas-Ferrari              | 14     | 0      | –  | –  | –  | –  | –  | 1  |
| P  | +/− | Konstruktor               | Starty | Punkty | P1 | P2 | P3 | PP | NO | NS |